# Paketimport (UML)
Ein Paketimport (package import) ist ein Modellelement in der Unified Modeling Language (UML), einer Sprache für die Modellierung der Strukturen und des Verhaltens von Software- und anderen Systemen.
Ein Paketimport ist eine gerichtete Beziehung zwischen zwei  Paketen. Die Elemente des importierten Pakets werden in das importierende Paket so übernommen, dass sie im importierenden Namen mit ihrem einfachen Namen (siehe  Namensraum) verwendet werden können. 
Die UML2 unterscheidet zwei Arten von Paketimporten. Bei einem öffentlichen Paketimport sind die importierten Elemente wiederum nach außen sichtbar und könnten also erneut durch ein drittes Paket importiert werden. Elemente, die durch einen privaten Paketimport in ein Paket importiert werden, sind im Gegensatz dazu nur innerhalb des Pakets sichtbar.

## Notation

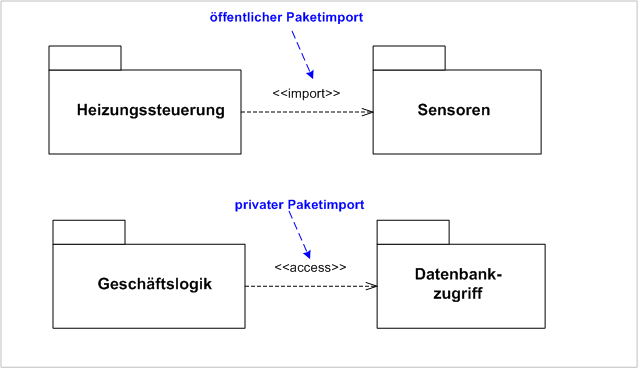
Notationsbeispiel für einen öffentlichen und einen privaten Paketimport

Das Beispiel links zeigt je einen öffentlichen und einen privaten Paketimport. Beide werden als Abhängigkeit gezeichnet, das heißt in der Form einer gestrichelten Linie mit einer offenen Pfeilspitze. Zu beachten ist, dass das importierte Paket am Ende mit der Pfeilspitze gezeichnet wird.
Öffentliche und private Paketimports werden mit einem Schlüsselwort unterschieden, das zwischen Guillemets über dem Pfeil dargestellt wird. Für öffentliche Paketimports ist das Schlüsselwort «import», für private «access».

## Unterschiede zur UML 1.4
Das Modellelement Paketimport war neu in der UML2. In der UML 1.4 gab es mit Dependency ein vergleichbares Konzept. Die dort schon bekannten Zugriffsrechte import und  access wurde in der UML2 in den öffentlichen bzw. den privaten Paketimport umgewandelt. Das Zugriffsrecht «friend» aus der UML 1.4 gibt es in der UML2 nicht mehr. 